# Млада
Марина Вячеславівна Юрасова, відоміша під псевдонімом Млада — українська етно-джазова, джазова співачка.
Альбом Марини Юрасової «Ой весна, весна…», який вийшов під сценічним псевдонімом «Млада» у 2005 році, визнаний першим українським етно-джазовим альбомом, до якого увійшли виключно старовинні українські народні пісні у джазових обробках. Музика альбому «Ой весна, весна…» потрапила до ротації на радіо різних країн світу, де була визнана одною з найцікавіших проектів української сучасної музики. Творчість співачки увійшла в « Енциклопедія Сучасної України» 2006—2011.
Млада — Лауреатка першої премії фестивалю сучасної пісні та популярної музики «Червона Рута» (Чернівці 2009) та дипломантка фестивалю «Червона рута» (Харків, 1997).

Закінчила Київську муніципальну академію музики ім. Р. М. Глієра за фахом естрадно-джазового вокалу (1999; клас педагога Тетяни Русової), де також була солісткою джаз біг-бенду.
Репертуар Млади позначений фольклоризмом і неофольклоризмом. У творчій манері співачки поєднуються особливості українського автентичного народного співу та джазової і поп манер.
Учасниця багатьох міжнародних фестивалів: «Джаз-коло» 2007 (Київ), «Jazzperfest» (Харків) 2008, «Країна Мрій» (Київ) 2008,2015, «Drum-kolo» (Київ)2009, «Флюгери Львова» (Львів) 2011, «Черкаські джазові дні» (Черкаси) 2012, «Музичні діалоги» (Луцьк) 2012, «Трипільське Коло» (Ржищів) 2013.